# Frégate modulaire 400
La Frégate modulaire 400 (ou FM 400) est un projet de classe de frégates modulaires, multimissions et furtives, construites par DCNS lancé dans les années 2000 et mit en sommeil en 2011. Opérable aussi bien en zone hauturière que dans la zone littorale, dans laquelle elle est adaptée au traitement des menaces asymétriques, la FM 400 est proposée à l'exportation en 4 versions : multirôle, lutte anti-sous-marine (ASM), action vers la terre (AVT) ou lutte anti-aérienne (AA).

## Caractéristiques
De tonnage moyen, elles visent à remplacer les frégates de classe La Fayette et ses dérivées et se positionnent donc, dans la gamme du constructeur, entre les classes Gowind et Aquitaine. Si elles bénéficient du développement de ces dernières en matière de furtivité, d'automatisation et d'interopérabilité OTAN, et possèdent une propulsion et une mature innovante, elles ne sont qu'un « excellent complément ».